# Christopher Linke
Christopher Linke, född 24 oktober 1988, är en tysk friidrottare som tävlat i gång.

## Karriär
Linke har placerat sig på femteplats i gång vid OS 2016 och vid OS 2020. Linke tog silver på 35 kilometer gång vid Europamästerskapen 2022.

### Fotnoter
1. ↑  World Athletics Database, World Athletics ID: 235066.[källa från Wikidata]
2. ↑  ”Christopher LINKE | Profile | World Athletics”. worldathletics.org. https://worldathletics.org/athletes/germany/christopher-linke-14193195. Läst 19 juli 2024.
3. ↑  sportschau.de. ”European Championships: Gehen: Linke feiert überraschend Silber” (på tyska). sportschau.de. https://www.sportschau.de/european-championships/european-championships-leichathletik-gehen-100.html. Läst 19 juli 2024.
4. ↑  ”Olympedia – Christopher Linke”. www.olympedia.org. https://www.olympedia.org/athletes/125797. Läst 19 juli 2024.